# Ferrocarril Sonora Baja California
Ferrocarril Sonora-Baja California fue una empresa ferroviaria descentralizada del gobierno del Estado Mexicano. Inició operaciones y fue creada en el año de 1937 luego de la expropiación de Ferrocarriles Nacionales de México en conjunto con las compañías Ferrocarril del Pacífico, Ferrocarril Interoceánico, Ferrocarril de Coahuila y Zacatecas y Ferrocarriles Unidos de Yucatán, que más tarde se llamarían Unidos del Sureste.
Todos los intentos realizados para comunicar a Mexicali con el exterior por medio de una vía férrea, se habían enfocado a salir por algún lugar del mar de Cortés, ya fuera La bomba, San Felipe (Baja California) o San Luis Gonzaga también en Baja California, o Puerto Isabel y Puerto Otis en el litoral del Río Colorado. 
La posibilidad de cruzar el desierto de Altar constituía una meta casi inalcanzable. Tomando en cuenta estas consideraciones, engrandece el mérito del General Lázaro Cárdenas, quien en forma decidida dio instrucciones para que se construyera un ferrocarril a través del desierto, con el principal objetivo de comunicar a Baja California con el resto del país, aunque algunos técnicos dudaban que el proyecto fuera económicamente rentable.

## Antecedentes
El Ferrocarril Sonora Baja California, es resultado de esfuerzos de los habitantes de Mexicali, para conectarse por tierra con otras ciudades, logrando conectarse primero con Estados Unidos, vía su frontera vecina, Calexico. Un segundo esfuerzo fue conectarse con Yuma Arizona, con el ferrocarril Inter-california. Un tercer esfuerzo fue conectarse hacia el sur, y se elaboró el proyecto en 1924, del Ferrocarril de la Baja California hacia San Felipe.
Un siguiente esfuerzo fue de 1927 a 1934, en la construcción del ramal de Pascualitos hacia Puerto Otis (en la ribera del Río Colorado); sin embargo, lucharon contra los pantanos en el Valle de Mexicali por las inundaciones y desbordamientos de aguas del Rio Colorado. En una primera etapa llegaron en 1930 hasta Fuentes Brotantes (hoy Estación Riito)con 82.400 km y de ahí a puerto Otis, unos 48 km al sur (hoy Estación El Doctor), cuya construcción fue cancelada en 1934. El Gobierno de Lázaro Cárdenas (1934-1940) impulsó la continuación de los avances del ramal, logrando llegar a Punta Peñasco en 1940.

## Planeación
Con base en esa decisión, el 11 de julio de 1936 una brigada topográfica al mando del Ingeniero Carlos Franco fue comisionada al Territorio para que el 15 del mismo mes se iniciaran los trabajos de localización de la línea en el desierto de Altar. Podemos imaginarnos el gran esfuerzo requerido, conociendo las condiciones del clima regional en esos meses. El trazo se inició a partir de la estación de Médanos. 
El 20 de marzo de 1937 empezó el tendido de la vía, habiéndose realizado una ceremonia oficial para la colocación del primer clavo, a la que asistió el señor Ulises Irigoyen, director general de Ferrocarriles en Construcción, en representación del Presidente Cárdenas, el gobernador del Territorio Norte de la Baja California, Coronel Rodolfo Sánchez Taboada y otros funcionarios. A este ferrocarril se le nombró en ese tiempo: Ferrocarril Fuentes Brotantes-Punta Peñasco. 
Los trabajos prosiguieron intensamente y el 2 de julio de 1937, al ir rectificando el trazado del Ingeniero Franco, perdidos en el desierto perecieron por sed: el Ingeniero Jorge López Collada, los cadeneros José Sánchez Islas y Jesús Torres Burciaga, así como el chófer Gustavo Sotelo. 

El tendido de la vía llegó a Puerto Peñasco en el kilómetro 240+300, el 10 de abril de 1940, como una primera etapa del proyecto inicial. 

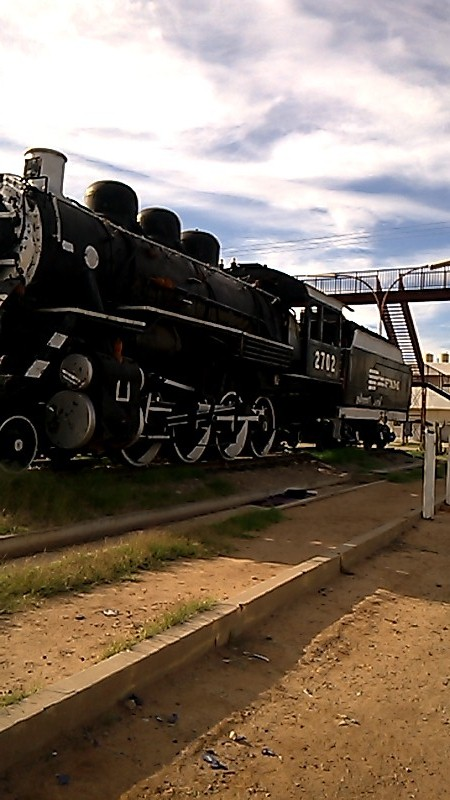
TREN BHILL

El servicio normal de trenes entre Mexicali y Puerto Peñasco se inició el 5 de mayo de 1940, con un tren mixto impulsado por una locomotora diésel eléctrica y una motovía con capacidad de 45 pasajeros pintada de color blanco, que le decían "La Paloma". El recorrido de Puerto Peñasco a Santa Ana se continuó efectuando por medio de camiones de pasajeros, camiones de carga y automóviles; también hubo algún movimiento de campesinos originarios de Michoacán que fueron trasladados por barco, vía Puerto Peñasco, hacia el Valle de Mexicali. 
Aunque ya se estaba utilizando el tramo de vía Pascualitos-Médanos para este movimiento de trenes, fue en junio de 1941 que Ferrocarriles Nacionales lo adquirió del Ferrocarril Inter-California del Sur. 
La construcción de la línea se continuó de Puerto Peñasco hacia Benjamín Hill, pero al entrar los Estados Unidos en la Segunda Guerra Mundial, la construcción de la vía prácticamente se suspendió, puesto que el material ferroviario se surtía de esa nación, donde todos los recursos se destinaron a la fabricación de equipo bélico. 
Cuando terminó la guerra, los trabajos prosiguieron y en junio de 1946 se reanudó el tendido de rieles, abriéndose dos frentes en sentido opuesto, uno a partir de Puerto Peñasco y el otro de Benjamín Hill hacia el oeste. En esta forma, el 16 de diciembre de 1947 las dos puntas férreas hicieron contacto en el kilómetro 327, a partir de Mexicali. 
La inauguración oficial del Ferrocarril Sonora-Baja California se realizó el 7 de abril de 1948 en Benjamín Hill, con la asistencia del Presidente Miguel Alemán, el gobernador de Sonora General Abelardo L. Rodríguez, el Secretario de Agricultura Nazario Ortiz Garza, entre otros. El Presidente Miguel Alemán inauguró oficialmente la vía trasladándose desde Benjamín Hill hasta Mexicali en el "Tren Olivo", que era en ese tiempo el tren Presidencial. 
El Sonora-Baja California cumplió ampliamente con su misión de ligar a Baja California con el macizo continental del país y por casi treinta años fue el medio de transporte más importante, millones de pasajeros y toneladas de carga fueron movilizados por él. Hubo un tren rápido que nombraban "La Bala", era muy popular entre la gente de Mexicali. Todo iba bien, hasta que se inauguró la carretera federal 2 en el tramo San Luis Río Colorado-Santa Ana, porque se establecieron los servicios de camiones de carga y pasajeros, lo que significó una gran competencia para el ferrocarril. 
A fines de los años noventa, el Sonora-Baja California fue adquirido por Ferrocarril Mexicano, empresa que suspendió el servicio de pasajeros el 18 de febrero de 1998, aparentemente por incosteabilidad. Así, La Paloma y La Bala pasaron a ser historia del Ferrocarril Sonora-Baja California.

## Particularidades
El Ferrocarril Sonora-Baja California fue precursor de la economía en los estados de Sonora y Baja California. Conecta las vías desde el municipio de Benjamín Hill en el estado de Sonora al municipio de Mexicali en Baja California, dejando una fuerte derrama económica en su trayecto.
Cuando el Ing. Ruffo Ibarra era el director general de la Empresa, instaló la Computadora Digital IBM 369.20. El Ing. Sergio Maeda fue el encargado de desarrollar los sistemas de Nóminas, Control de Carga y Contabilidad General.
Estaban los taqueros que se reunían a las orillas del tren, a la espera de que sus ocupantes pararan a consumir la comida ofrecida que incluía tacos de carne asada, pozole, menudo, gallina pinta, tamales y el champurrado.
Los trenes adquirieron apodos que fueron conocidos por muchas personas; estos nombres incluían: "El Burro o El Piojo", "La Bala" o "El Rápido" y el "Tren Estrella".
Cada noche y cada mañana, el pitido del tren se escuchaba en el pueblo de Benjamín Hill.

## Estaciones
En la ruta Benjamín Hill - Mexicali, se encontraban las siguientes estaciones y secciones del ferrocarril:
- Benjamín Hill

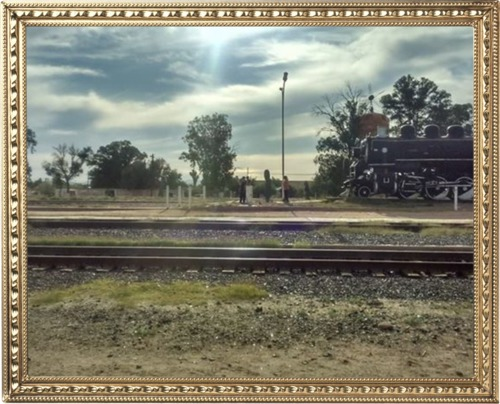
ESTACION BENJAMIN HILL MAQUINA

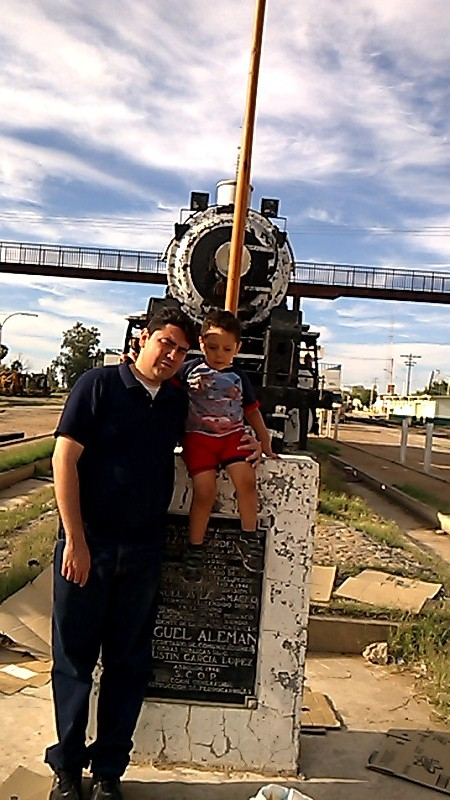
En la estación BENJAMIN HILL

Estación terminal de este ferrocarril, originalmente conocido como Rancho San Fernando, propiedad del ganadero Fernando Cubillas Escalante, quien vende a la Secretaría de Comunicaciones y Obras Públicas (SCOP) una fracción de este rancho del lado oeste para conformar lo que posteriormente se bautizaría como Estación de Benjamin Hill, al quedar modificado el proyecto definitivo que originalmente interconectaría en el pueblo de Santa Ana, Sonora
- Ruiz Diaz

Sección dedicada en memoria del sobrestante José Ruiz Diaz, que trabajó en la construcción desde 1937.
- Trincheras

Estación localizada al pie del cerro donde se atrincheraban los indígenas, el cual debe el nombre del pueblo
- La Verbena
- La Ventana

Sección que debe su nombre al cerro que se encuentra al pie oeste y en cual en su parte alta tiene una obertura que asemeja una ventana
- Pitiquito
- Caborca
- Los Sapos

El nombre de esta sección se debe a un conjunto de cerros que a los lejos asemejan unos sapos
- El Coyote
- Las Enchilayas
- El Sahuaro
- Almejas
- Irigoyen

Sección dedicada en memoria de Ulises Irigoyen Irigoyen, que en su momento fue director de los ferrocarriles
- Peñasco
- Gustavo Sotelo

Sección en memoria del chofer Gustavo Sotelo Larrinaga, fallecido en 1937 en la brigada de relocalización
- López Collada

Sección en memoria del Ing. Jorge Luis López Collada Márquez, jefe de la brigada de relocalización fallecido por insolación
- Torres B.

Sección dedicada en memoria del cadenero Jesús Torres Burciaga, fallecido junto a la brigada 
- Sánchez Islas

Sección dedicada en memoria del cadenero José Sánchez Islas, fallecido junto a la brigada
- Los Pioneros (km 121)

Esta sección también fue conocida como Arcilla
- El Doctor

Sección localizada donde se reiniciaron los trabajos de este ferrocarril en 1937 y que se conoció como Fuentes Brotantes.
- Riito
- Estación de Coahuila Km 57
- Estación de Victoria
- Estación Delta
- Pascualitos[4]
- Mexicali

Desde Benjamín Hill, un trayecto de vía se dirige al norte hasta la frontera en Nogales.
La Ventana, Sonora, como sección, es de fácil identificación, ya que cuenta con un pequeño cerro, el cual tiene un orificio a un costado del pueblo "la Punta".
Hoy en día, muchos de estos lugares están prácticamente deshabitados porque el motivo de que existieran, vender comida y refrescantes a los pasajeros en el ferrocarril, al desaparecer el servicio los pueblos quedaron vacíos a raíz de la privatización y la extinción del transporte de pasajeros.

## Equipo rodante

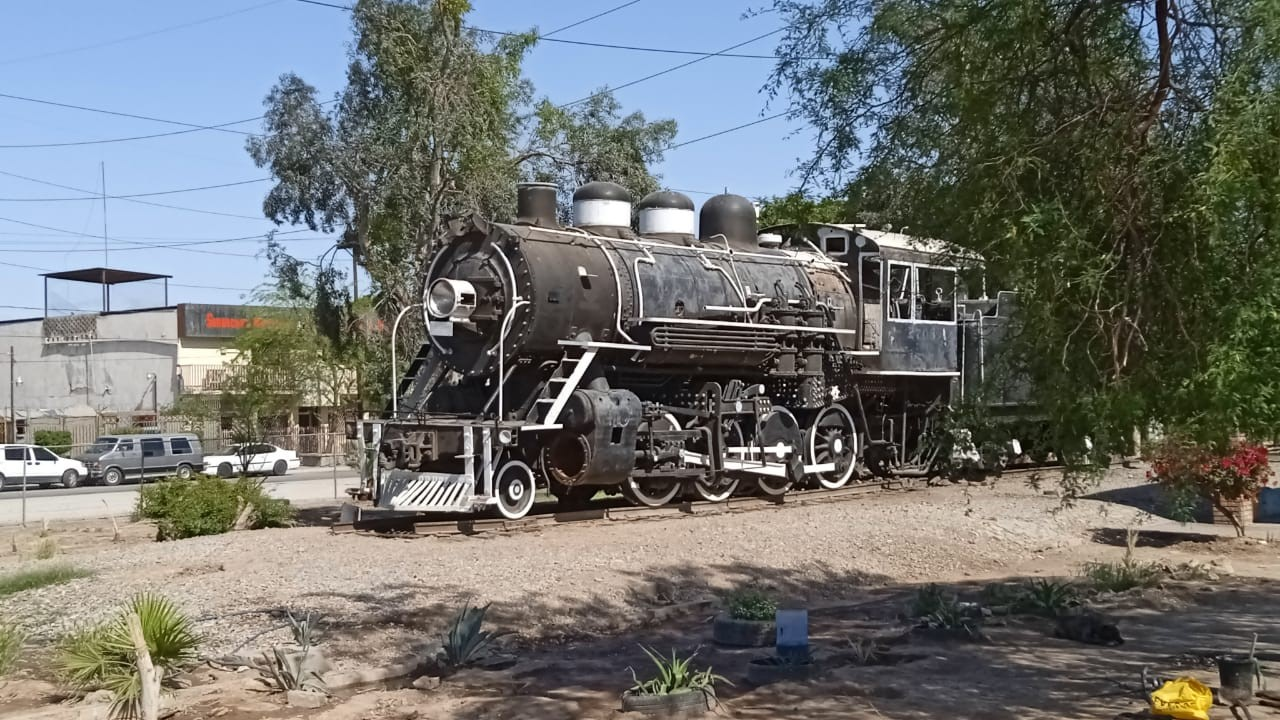
Locomotora Mod Alco 2-8-0 como monumento en Mexicali

| Modelo     | Número | Anterior                     | Construcción          | Serial y Número de Order | Notas |
| ---------- | ------ | ---------------------------- | --------------------- | ------------------------ | --- |
| FTA        | 2203A  | NP 6010D, anterior NP 5410D  | EMD 01-1945           | 2840, E636A              | Anteriormente de Northern Pacific, transferia al S-BC en 1964; Transferiado al Museo Nacional de los Ferrocarriles Mexicanos en 1998 |
| FTB        | 2203B  | NP 6006C, anterior NP 5406C  | EMD 10-1944           | 2572, E612_b             | Anteriormente de Northern Pacific, transferia al S-BC en 1964; parado sin uso en Benjamin Hill (2009)                                |
| F7A        | 2201   | S.C.O.P. 23037               | EMD 09-1949           | 9886, E1296-A            | Transferiado al Museo de los Ferrocarriles de Yucatán; En proceso de restauración                                                    |
| F7A        | 2202   | S.C.O.P. 23038               | EMD 09-1949           | 9887, E1296-A            | en los patios de tren en Benjamín Hill, barado para ser deshuesado.                                                                  |
| FP7A       | 2101   | S.C.O.P. 23035               | EMD 09-1949           | 9888, E1313-A            | en los patios de tren en Benjamín Hill, barado para ser deshuesado.                                                                  |
| FP7B       | 2102   | S.C.O.P. 23036               | EMD 09-1949           | 9889, E1313-A            | en los patios de tren en Benjamín Hill, barado para ser deshuesado.                                                                  |
| GP40-2     | 2107   | Original                     | EMD 12/1973           | 712954                   | en Exhibición en Museo Sol del Niño en Mexicali, B.C.                                                                                |
| GP40-2     | 2108   | Original                     | EMD 12/1973           | 712955                   | Transferido a FNM y después a Ferromex.                                                                                              |
| GP40-2     | 2110   | Original                     | EMD 8/1976            | 758039-1, 758039         | Transferido a Riverdale, IL |
| GP40-2     | 2112   | Original                     | EMD 8/1976            | 758039-3, 758039         | Transferido a Riverdale, IL |
| RS11       | 2103   | SCOP 7123-4                  | Alco 10/1956          | 82035                    | en los patios de tren en Benjamín Hill, sin uso.                                                                                     |
| RS11       | 2101   | SCOP 7123-1                  | Alco 10/1956          | 82032                    | Vendida, no se sabe su paradero. |
| GP18       | 2305   | SCOP 7123-6                  | EMD 8/1961            | 26315, 702766            | Transferido a FNM y después a Ferromex.                                                                                              |
| GP18       | 2306   | SCOP 7123-7                  | EMD 8/1961            | 26316, 702767            | Transferido a FNM y después a Ferromex.                                                                                              |
| GP35       | 2307   | Original                     | EMD 3/1965            | 29871                    | en los patios de tren en Benjamín Hill.                                                                                              |
| GP35       | 2308   | Original                     | EMD 3/1965            | 29872                    | en los patios de tren en Mexicali.                                                                                                   |
| GP40-2     | 2309   | Original                     | EMD 12/1979           | 788029-1,788029          | Transferido a FNM y después a Ferromex.                                                                                              |
| Motorcar   | 2501   | ex-Tonopah & Tidewater TT 99 | EMD 12/1928           | 349                      | en los patios de tren en Benjamín Hill, sin uso.                                                                                     |
| 44Tonner   | 2601   | ex-SCOP 23023                | GE 6/1945             | 27795                    | en los patios de tren en Benjamín Hill, sin uso.                                                                                     |
| Alco 2-8-0 | 2702   | S/I                          | Brooks (Alco) en 1921 | S/I                      | Como Monumento/Sitio en Benjamín Hill.                                                                                               |
| Alco 2-8-0 | 2702   | S/I                          | Cooke (Alco) en 1907  | S/I                      | Como Monumento/Sitio en Mexicali. |

## Inspectores
José Bogar Castro Gallegos, nacido en la estación de Pitiquito, Sonora, y fallecido en el año 2005, se desempeñó como inspector ferrocarrilero de esta línea por 23 años, después de haber sido auditor de trenes. Primero fue maestro de educación primaria, en lugares donde habitaban trabajadores del ferrocarril. desde Estación Collada a Estación La Ventana en Sonora. La escuela primaria que estaba ubicada en la sección La Ventana se llamaba Héroe de Nacozari. Dejó el magisterio en 1980 y la última escuela donde impartió clases fue en la sección Irigoyen. También se desempeñó como presidente de la Cruz Roja en Benjamín Hill, y a su vez impartió clases para auditor de trenes. Un ejemplo excelente del trabajador ferrocarrilero.

### La conexión con Tijuana
El ingeniero Carlos Malo Kahuam, quien fungió como director del Ferrocarril Sonora Baja California desde fines de 1976 hasta 1985, acudió acompañado del señor Bill Stonehouse, quien fungía como gerente del Puerto de San Diego, a comparecer ante la Corte Federal de los Estados Unidos en Washington para solicitar apoyo para que el ferrocarril americano "The Colorado River Railroad" reconstruyera un puente que estaba cerca de Jacumba en California y que se había destruido después de una fuerte tromba, precisamente donde entraba el tren Sonora Baja California desde Mexicali rumbo a Tijuana, pero desafortunadamente no encontraron apoyo y nunca más se volvieron a conectar por vía ferroviaria ambas ciudades, circunstancia que impidió un mayor desarrollo en el área portuaria para Tijuana y posteriormente a Ensenada.
Se presentaron varios proyectos para reconstruir la conexión, inclusive a través del desierto, pero nunca hubo aceptación ni apoyo de los gobiernos estatales ni federales. Siempre se prefirió beneficiar los intereses de los autotransportes carreteros.

## Cierre y fin de la compañía
Tras la caducidad de las concesiones de los antes citados ferrocarriles regionales, el gobierno federal tomó medidas para tomar a los ferrocarriles como área prioritaria y estratégica en el desarrollo del país. Con ello a partir de 1987 el gobierno fusionó las 5 compañías ferroviarias en una sola entidad: Ferrocarriles Nacionales de México (la empresa ferroviaria mayor en México hasta ese entonces), quedando misteriosa y estratégicamente FNM para dar paso luego a la privatización ferroviaria iniciada desde 1995 y que culminó en 1999.